# Хивинская операция (1919—1920)
Хивинская операция — боевые действия частей Красной Армии Туркестанского фронта против хивинских войск Джунаид-хана в декабре 1919—январе 1920 гг..
Диктаторство Джунаид-хана в Хиве вызвало недовольство со стороны его соперников, и узбекская партия младохивинцев, желая воспользоваться туркменской междоусобицей для захвата власти, вступила в контакт с оппозиционными Джунаид-хану вождями (Гочмамед-хан Сопыев, М. Хаджимамедов), пригласив их представителей в Петро-Александровск — административный центр граничившего с ханством Амударьинского отдела Туркестанской советской республики. Новоиспеченные союзники отправили в Ташкент делегацию, обратившуюся за помощью к Турккомиссии ВЦИК и СНК РСФСР, которая, являясь, по сути, верховной властью в крае, санкционировала военную экспедицию в Хиву.
Турккомиссия командировала в Петро-Александровск своего сотрудника Г. Б. Скалова, которому, согласно мандату Реввоенсовета войск Туркреспублики от 18 ноября 1919 г., предоставлялось право единоличного решения «вопроса о времени оказания поддержки вооруженной силой восставшим племенам Хивы против хивинского правительства» и поручалось общее политическое руководство действиями советских частей на территории ханства. 3 декабря Скалов прибыл в Петро-Александровск, а 23-го подписал приказ по Амударьинской (бывшей Хивинской) группе войск, в котором объявлял, что российская советская власть сочла необходимым откликнуться на призыв мирного населения Хивы и «уничтожить Джунаида, агента английской буржуазии и союзника русских белогвардейцев, на его собственной территории».

## Ход операции
Переправившись 25 декабря на левый берег Амударьи, Южный отряд группы под командованием В. Урядова (по другим сведениям Н. М. Щербакова), в составе прибывшего вместе со Скаловым из Чарджуя батальона красноармейцев и дружины младохивинцев при двух орудиях, овладел Куня-Ургенчем, а 28 декабря Северный отряд во главе с Н. А. Шайдаковым, в составе двух рот и кавэскадрона при трех орудиях, занял Ходжейли.
22—23 января 1920 года в районе Газавата войска Джунаид-хана были разбиты и занята его резиденция Бедиркенд.
«После вытеснения Джунаида в середине января в пески, — уведомлял Скалов Ташкент 7 февраля 1920 г., — к нам присоединилось до 500 иомудов во главе с Кош-Мамедом и около 1000 иомудов Гулям-Али. Соединившись с обоими отрядами в Тахта-Базаре, мы предполагали двинуть конницу в погоню за Джунаидом, но в это время получили известие, что казаки Чимбайского фронта начали наступление. Это известие вынудило меня бросить главные силы против казаков. Иомуды Гулям-Али были оставлены, чтобы удержать Джунаида, силы которого приблизительно определялись в 500 всадников, в случае попытки с его стороны двинуться из песков внутрь Хивы. Две же наши роты были отправлены по приглашению хивправительства в Хиву, что было сделано не только по военным соображениям, но и для совершения революционного переворота».

## Результаты
Скалов убедил Саид-Абдуллу-хана подписать 2 февраля манифест, в котором номинальный правитель Хивы, поздравляя народ с избавлением с помощью Советской России от «разбойника и угнетателя Джунаида», объявлял о созыве «всенародного меджлиса» и своем добровольном отстранении от власти с передачей ее Временному правительству. В его состав вошли младохивинец Д. Султан-Мурадов (председатель), два туркменских вождя — Кош-Мамед и Гулям-Али и по представителю от духовенства и жителей города Хивы. Скалов подчеркивал, что фактической властью в Хиве, несомненно, будет представительство РСФСР, поскольку все слои населения желают, чтобы русские войска остались для обеспечения защиты «мирных узбеков от иомудских грабежей», причем «никто не говорит о независимости Хивы, ибо это означало бы власть иомудов. Все говорят, что Хива будет жить под покровительством России — „под вашим крылышком“, как сказал бывший хан».